# Мединасели, Луис де ла Серда

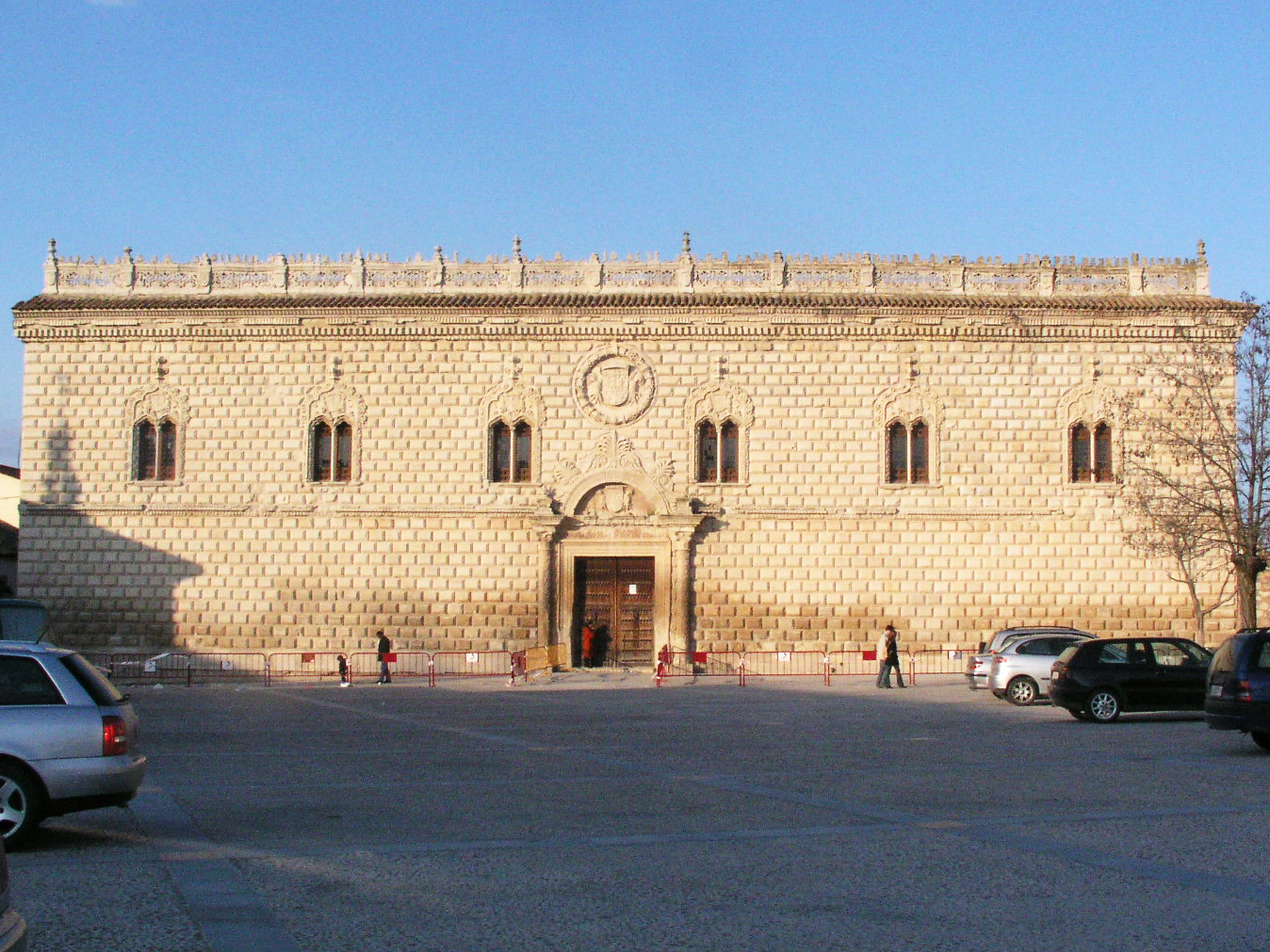
Дворец Луиса де ла Серды в Когольудо

Луис де ла Серда-и-де да Вега, 5-й граф Мединасели (исп. Luis de la Cerda y de la Vega; ок. 1442 — 25 ноября 1501, Эсиха) — испанский аристократ, который в 1479 году был пожалован титулом герцога Мединасели.

## Биография
Родился в семье богатого андалусского помещика, Гастона де ла Серды и Сармьенто, 4-го графа Мединасели (1414—1454), и Леоноры де ла Вега и Мендоса, сеньоры Когольюдо и дочери Иньиго Лопеса де Мендосы, 1-го маркиза Сантильяна. По своим родственным связям считался членом могущественного клана Мендоса. В качестве невесты ему была назначена внучка маркиза Сантильяна, однако церковные власти впоследствии признали брак недействительным по причине близкого родства брачующихся.
10 июня 1454 года после смерти своего отца Луис де ла Серда унаследовал титул 5-го графа де Мединасели.
В 1479 году королева Кастилии Изабелла Католичка пожаловал ему титул 1-го герцога Мединасели. Участвовал в войнах Испании с Португалией и Гранадским эмиратом.
В 1460 году граф Мединасели вступил в первый брак с Каталиной Лассо де Мендоса, сеньорой Вальфермосо-де-Тахунья. Брак был бездетным и расторгнут 14 декабря 1472 года.
В 1471 году Луис де ла Серда вступил в брак с Анной, единственной (хотя и внебрачной) дочерью покойного принца Карла Вианского. По некоторым сведениям, именно ей Карл завещал свои права на наваррскую корону. При вступлении в брак граф Мединасели отказался от всех прав на наследование Наварры. От второго брака родилась Леонор де ла Серда Арагонская и Наваррская (1472—1497), вышла замуж в 1493 году за Родриго Диаса де Вивар-и-Мендоса и маркиза Сенете, не оставившего наследника.
Герцог Мединасели проводил свою жизнь вдали от королевского двора, в своих поместьях, вместе со своей метрессой Каталиной де Орехон. От связи с ней у него родился сын, Хуан де ла Серда Вике де Орехон (1485—1544), 2-й герцог Мединасели (узаконенный после женитьбы его родителей).
В столице своих владений, Когольудо, он выстроил один из первых в Испании ренессансных палаццо. Состоял в регулярной переписке со своим дядей, кардиналом Мендосой, и с королевой Изабеллой. В одном из писем к Мендосе он сообщает:

Сеньор, мне не известно, знает ли Ваше высокопреосвещенство о том, что я долгое время содержал у себя в доме Кристобаля Коломо, который прибыл из Португалии и собирался ехать во Францию в намерении найти средства и покровителей для поисков Индий… Он прожил в моём доме два года.
Герцог Мединасели заинтересовался проектом бедствовавшего в то время Колумба и предоставил ему материальную поддержку. Поскольку его собственный флот не был достаточен для масштабной экспедиции, герцог свёл мореплавателя с кардиналом Мендосой и с королевой Изабеллой, таким образом внеся свою лепту в открытие Америки.
За несколько месяцев до смерти герцог Мединасели оформил брак с Каталиной де Орехон, что позволило узаконить их детей, которые уже стали взрослыми, передав им титулы и владения рода де ла Серда. В жёны старшему сыну он выбрал дочь 1-го графа Фару — одного из сыновей 2-го герцога Брагансского.
Также у герцога было трое внебрачных детей от связи с неизвестной женщиной: Алонсо (? — 1543), сеньор Энсисо, Педро, рыцарь Ордена Сантьяго (? — 1564) и Хуана.